# TWISTED PARADISE
「TWISTED PARADISE」（トゥイスティド・パラダイス）は、2025年5月14日にavex traxから発売されたユウタの1stシングル。

## 概要
- ユウタの1stシングル。
- タイトル曲「TWISTED PARADISE」と収録曲「When I'm Not Around」などの新曲2曲をはじめ、日本1stミニアルバム『Depth』の収録曲「Off The Mask」と「BAD EUPHORIA」の2024年に開催されたユウタのショーケースツアー「YUTA Solo Debut Showcase Tour ~HOPE~」東京公演ライブ音源バージョンを含めた計4曲が収録されている[1]。

## コンセプト
昨年ソロデビュー作としてリリースした『Depth』の収録曲「LAST SONG」は「自身の思い、ストーリーを率直に表現した、最初で最後の曲」であったが、今回の「TWISTED PARADISE」は自身ということではなく、ある男を主人公に、暗い世界の中で美しさと微笑みを求める世界観を、深く強いメッセージで表現している。
2025年5月7日、タイトル曲「TWISTED PARADISE」のセルフライナーノーツが、NCTオフィシャルXアカウントに投稿された。

## プロモーション

### イベント
- 5月17日より、愛知・大阪・宮城・北海道・広島・福岡・東京の全国7都市を巡る初のトークショーツアー「YUTA TALK SHOW 2025」を開催している。

### ミュージックビデオ
- 5月14日、YouTubeチャンネル「SMTOWN」などを通じてタイトル曲「TWISTED PARADISE」のミュージックビデオが公開された[1]。
監督は写真家・映画監督の蜷川実花が担当している[1]。

## 収録曲
1. TWISTED PARADISE [3:25]
  - 作詞 ：YUTA、KENTZ、ELVYN (NO THEORY)
  - 作曲 ：Mitch Allan、Justin Jesso、Sebastian Cole、Lukas Costas
  - 編曲 ：Mitch Allan

リードギターサウンドが印象的なグラムロック・ジャンルの楽曲で、叙情的なメロディと魅惑的なボーカルがグラムロック特有の荒々しくも繊細な感性と調和を成している[1]。
ユウタが作詞に参加した歌詞には、潜在的な痛みと葛藤の中でも愛を夢見る複雑な感情が込められ、終わりのない混乱も愛によって癒されることを願うという気持ちが表現されている[1]。
また、顔が見えないSNSなどで誰かを傷つけること、傷つけられること、それに気づかないでいること、自分には見えていない世界もあることを知る大事さがメッセージとして込められている[2]。
2. When I’m Not Around [3:10]
  - 作詞 ：YUTA
  - 作曲 ：Matt Attard
  - 編曲 ：Matt Attard

華やかなギターサウンドと力強いビート、爆発的なボーカルが調和したポップ・パンクスタイルのエネルギッシュな印象の楽曲[1]。
「自分の道を行く」という決意と自分を信じて夢に向かって進み、壁を乗り越えるという前向きなメッセージが込められおり、曲のパワフルな雰囲気を一層引き立てている[1]。
3. Off The Mask (LIVE AT TOKYO DOME CITY HALL) [2:54]
  - 作詞 ：YUTA、KENTZ
  - 作曲 ：YUTA、Kevin_D (D_answer)、STEPHEN LEE、WXNE
  - 編曲 ：YUTA、Kevin_D (D_answer)、STEPHEN LEE、WXNE
4. BAD EUPHORIA (LIVE AT TOKYO DOME CITY HALL) [4:43]
  - 作詞 ：Rose Blueming
  - 作曲 ：AKIRA、종한 (JONGHAN)、KAIZEN
  - 編曲 ：AKIRA、KAIZEN

## リリース
| リリース日    | レーベル  | 規格 | 規格品番                                       |
| ------------- | --------- | ---- | ---------------------------------------------- |
| 2025年5月14日 | avex trax | CD   | AVCK-43501 （初回生産限定盤_Dystopia Version） |
| 2025年5月14日 | avex trax | CD   | AVCK-43502 （初回生産限定盤_Utopia Version）   |
| 2025年5月14日 | avex trax | CD   | AVCK-43503 （通常盤）                          |
| 2025年5月14日 | avex trax | CD   | AVC1-43504（チケット付属盤）                   |